# Tổng thống Iran
Tổng thống Cộng hòa Hồi giáo Iran (tiếng Ba Tư: رئیس‌جمهور ایران, đã Latinh hoá: Rais Jomhure Irān) là người đứng đầu chính phủ của Iran và chức danh cấp cao thứ hai của Iran sau Lãnh tụ Tối cao. Chức vụ tổng thống được thành lập vào năm 1979 sau Cách mạng Hồi giáo. Masoud Pezeshkian là tổng thống đương nhiệm, nhậm chức vào ngày 28 tháng 7 năm 2024.

## Lịch sử
Chức vụ tổng thống được thành lập theo Hiến pháp năm 1979 sau Cách mạng Hồi giáo. Dự thảo hiến pháp được phê chuẩn trong một cuộc trưng cầu ý dân vào ngày 2-3 tháng 12 năm 1979.
Abulhassan Banisadr được bầu làm tổng thống đầu tiên trong cuộc bầu cử năm 1980 nhưng bị Quốc hội luận tội 16 tháng sau khi nhậm chức vào ngày 22 tháng 6 năm 1981. Trong cuộc bầu cử tổng thống tháng 7 năm 1981, Mohammad-Ali Rajai được bầu làm tổng thống nhưng chỉ giữ chức vụ chưa đầy một tháng trước khi ông và thủ tướng bị ám sát trong một vụ đánh bom. Hội đồng Tổng thống lâm thời giữ quyền tổng thống cho đến khi Ali Khamenei được bầu làm tổng thống vào ngày 13 tháng 10 năm 1981. Ông tái cử nhiệm kỳ thứ hai vào năm 1985.
Mahmud Ahmadinezhad được bầu làm tổng thống trong cuộc bầu cử tổng thống năm 2005. Ông tái cử nhiệm kỳ thứ hai trong cuộc bầu cử tổng thống năm 2009 nhưng bị những người ủng hộ phe đối lập phản đối kịch liệt vì những bất thường thống kê trong việc bỏ phiếu và tình trạng bỏ phiếu quá mức trên diện rộng trong việc kiểm phiếu chính thức.
Akbar Hashemi Rafsanjani, Mohammad Khatami, Mahmoud Ahmadinejad và Hassan Rouhani đều giữ chức vụ tổng thống hai nhiệm kỳ.
Ebrahim Raisi được bầu làm tổng thống trong cuộc bầu cử năm 2021. Ngày 19 tháng 5 năm 2024, ông tử nạn trong một vụ tai nạn trực thăng ở Varzaqan, Iran, là tổng thống thứ hai qua đời khi đang giữ chức vụ. Phó tổng thống thứ nhất Mohammad Mokhber giữ quyền tổng thống cho đến khi Masoud Pezeshkian nhậm chức tổng thống vào ngày 28 tháng 7 năm 2024. 

## Tổng quan

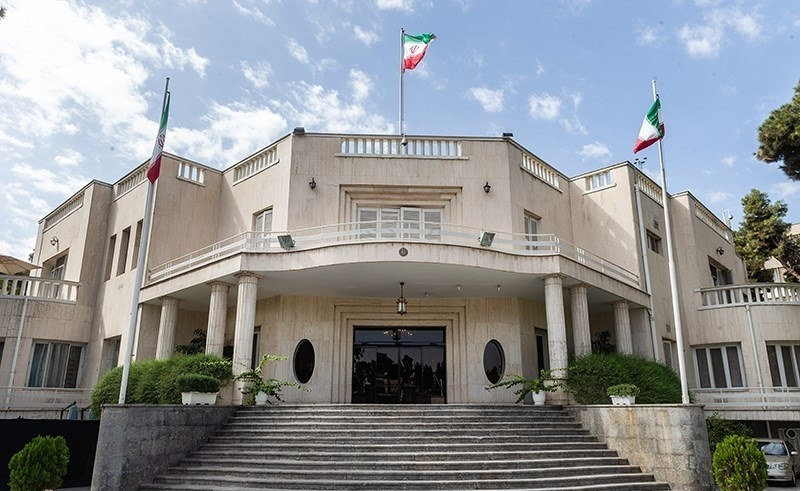
Dinh Tổng thống là nơi làm việc chính thức của tổng thống

Tổng thống phải được Lãnh tụ Tối cao xác nhận trước khi tuyên thệ nhậm chức trước Hội nghị Hiệp thương Hồi giáo và có thể bị Lãnh tụ Tối cao bãi nhiệm nếu bị Quốc hội bỏ phiếu bất tín nhiệm hoặc bị Tòa án tối cao kết tội vi phạm hiến pháp.Tổng thống chịu trách nhiệm trước Lãnh tụ Tối cao và thi hành các sắc lệnh của Lãnh tụ Tối cao. Khác với người đứng đầu chính phủ ở các nước khác, tổng thống Iran không có quyền lãnh đạo toàn diện chính phủ mà phải chịu sự chỉ đạo của Lãnh tụ Tối cao. Ứng cử viên tổng thống phải được Hội đồng bảo hiến xác nhận tư cách.
Chương IX Hiến pháp Cộng hòa Hồi giáo Iran quy định tiêu chuẩn của ứng cử viên tổng thống. Trình tự bầu cử tổng thống và những cuộc bầu cử khác ở Iran đều do Lãnh tụ Tối cao quyết định. Tổng thống chấp hành các sắc lệnh, chỉ đạo của Lãnh tụ Tối cao, bao gồm ký điều ước quốc tế với nước ngoài và tổ chức quốc tế và quản lý công tác quy hoạch quốc gia, ngân sách nhà nước, việc làm nhà nước.
Tổng thống bổ nhiệm các bộ trưởng và phải lấy phiếu tín nhiệm của Hội nghị Hiệp thương Hồi giáo nhưng Lãnh tụ Tối cao bổ nhiệm, miễn nhiệm các bộ trưởng quốc phòng, tình báo, ngoại giao và nội vụ, khoa học và các phó tổng thống mà không phải có sự đồng ý của tổng thống hoặc Hội nghị Hiệp thương Hồi giáo. Tổng thống không quyết định chính sách đối ngoại của Iran mà là Văn phòng Lãnh tụ Tối cao, trong khi Bộ Ngoại giao chỉ thực hiện những nhiệm vụ nghi lễ, nghi thức. Ví dụ, tất cả các đại sứ của Iran tại các nước Ả Rập đều do Lực lượng Quds trực thuộc Lãnh tụ Tối cao lựa chọn.

## Tiêu chuẩn và bầu cử
Trình tự bầu cử tổng thống và những cuộc bầu cử khác ở Iran đều do Lãnh tụ Tối cao quyết định. Tổng thống được bầu trực tiếp theo nguyên tắc phổ thông đầu phiếu. Nhiệm kỳ của tổng thống là bốn năm. Công dân Iran đủ 18 tuổi trở lên có quyền bầu cử. Tổng thống không được giữ chức vụ quá hai nhiệm kỳ liên tiếp. Tư cách của ứng cử viên tổng thống phải được Hội đồng bảo hiến xác nhận, một cơ quan gồm 12 thành viên, sáu giáo sĩ do Lãnh tụ Tối cao Iran bổ nhiệm, miễn nhiệm và sáu luật gia do Hội nghị Hiệp thương Hồi giáo bầu ra theo đề cử của chánh án Iran. Hiến pháp Iran quy định ứng cử viên tổng thống phải có những phẩm chất sau:
- Gốc Iran và quốc tịch Iran;
- Năng lực quản lý nhà nước và sự tháo vát;
- Lý lịch tốt;
- Uy tín và đức tin; và
- Bản lĩnh vững vàng đối với các nguyên tắc cơ bản của Cộng hòa Hồi giáo Iran và madhhab chính thức của Iran.[31][32]

### Tư cách của ứng cử viên nữ
Tính hợp pháp của việc phụ nữ ứng cử tổng thống phụ thuộc vào cách giải thích một trong những tiêu chuẩn của ứng cử viên tổng thống. Điều 115 Hiến pháp Iran quy định tổng thống được bầu trong số "những đàn ông tôn giáo, chính trị" hoặc "những nhân vật tôn giáo, chính trị" (tiếng Ba Tư: رجال مذهبی و سیاسی, đã Latinh hoá: rejāl-e mazhabi va siāsi), tùy thuộc vào cách diễn giải. Năm 1997, Hội đồng bảo hiến dùng cách giải thích đầu tiên để bác tư cách của Azam Taleghani, ứng cử viên tổng thống nữ đầu tiên. Tuy nhiên, trước cuộc bầu cử tổng thống năm 2021, người phát ngôn Hội đồng bảo hiến cho biết pháp luật không cấm phụ nữ ứng cử tổng thống.

### Khuyết tổng thống
Trong trường hợp khuyết tổng thống, tổng thống bị bệnh kéo dài hơn hai tháng hoặc khi tổng thống hết nhiệm kỳ mà tổng thống mới chưa được bầu thì phó tổng thống thứ nhất giữ quyền tổng thống với sự chấp thuận của Lãnh tụ Tối cao. Một Hội đồng gồm chủ tịch Hội nghị Hiệp thương Hồi giáo, chánh án Iran và phó tổng thống thứ nhất phải tổ chức bầu cử tổng thống mới chậm nhất là 50 ngày. Trong trường hợp khuyết phó tổng thống thứ nhất, phó tổng thống thứ nhất không làm việc được hoặc tổng thống không bổ nhiệm phó tổng thống thứ nhất thì Lãnh tụ Tối cao chỉ định người giữ quyền tổng thống.

## Nhiệm vụ và quyền hạn

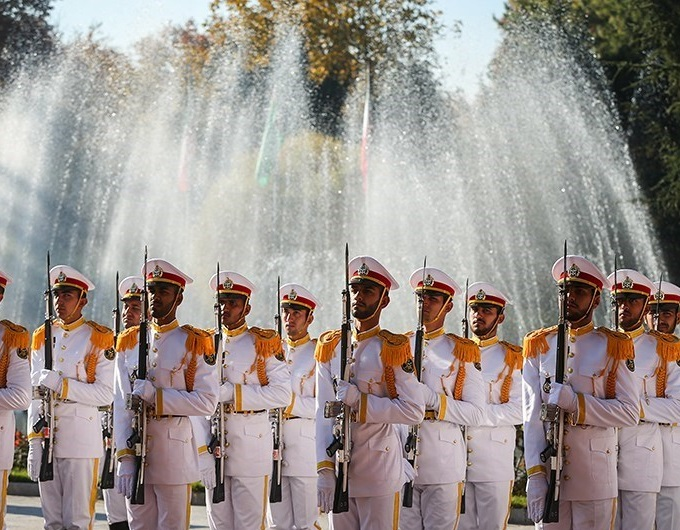
Vệ binh Tổng thống Iran

Tổng thống có những nhiệm vụ và quyền hạn sau đây:
- Lãnh đạo công tác của chính phủ, ngoại trừ những công tác liên quan đến Lãnh tụ Tối cao;
- Là phó tổng tư lệnh Quân đội Cộng hòa Hồi giáo Iran;
- Công bố tình trạng khẩn cấp với sự đồng ý của Hội nghị Hiệp thương Hồi giáo;
- Chủ trì Hội đồng an ninh quốc gia tối cao;
- Chủ trì Hội đồng Cách mạng văn hóa tối cao;
- Bổ nhiệm các phó tổng thống;
- Bổ nhiệm bộ trưởng và trình Hội nghị Hiệp thương Hồi giáo lấy phiếu tín nhiệm;
- Cử đại sứ và tiếp nhận đại sứ của nước ngoài;
- Tặng thưởng huân chương, huy chương, các giải thưởng, danh hiệu nhà nước;
- Ký điều ước quốc tế, nghị định thư, hợp đồng và thỏa thuận giữa chính phủ Iran và nước ngoài sau khi được Hội nghị Hiệp thương Hồi giáo phê chuẩn;
- Công bố luật được Hội nghị Hiệp thương Hồi giáo thông qua và kết quả trưng cầu ý dân.